# Ivor Broadis
Ivan Arthur Broadis, conosciuto come Ivor Broadis (Isle of Dogs, 18 dicembre 1922 – 12 aprile 2019), è stato un calciatore e allenatore di calcio inglese, di ruolo attaccante.

## Biografia
Ivor Broadis, durante la seconda guerra mondiale fece 500 ore di volo, come addestramento per la Royal Air Force, senza tuttavia essere mai stato mandato in una missione di bombardamento. Durante la guerra, tra gli altri club, aveva incontrato come dilettante il Tottenham Hotspur. È a Tottenham che qualcuno capì erroneneamente che il suo vero nome fosse Ivor e non Ivan come in realtà è, divenendo così inavvertitamente noto come Ivor Broadis.

## Carriera
Alla fine della guerra, Broadis venne mandato a Crosby-on-Eden. Quando il Carlisle United seppe le sue qualità, gli offrì il ruolo di manager/giocatore, nell'agosto 1946, a 23 anni; Broadis è tuttora il più giovane manager/giocatore del calcio inglese, oltre che essere l'unico manager ad essersi ceduto, per £18.000, ad un'altra squadra, cosa che successe nel gennaio 1949, quando si trasferì nel Sunderland, anche se continuò a vivere e ad allenare a Carlisle.
La grande stagione di trasferimenti del Sunderland portò sia Broadis, ma anche altri giocatori di calibro internazionale come Len Shackleton, Dickie Davis, Willie Watson ed gallese Trevor Ford; Ivor Broadis ha segnato 27 gol in 84 presenze nel Sunderland. Nell'ottobre 1951 passò al Manchester City, per circa £25.000; in questa squadra, Broadis collezionò la sua prima presenza nella nazionale inglese.
Il Newcastle United mise sotto contratto Ivor Broadis due anni dopo, pagandolo £20.000; in quella squadra giocavano anche Jackie Milburn, Len White, Bobby Mitchell, Frank Brennan e Ivor Allchurch. Come nei club precedenti, Broadis è stato ben accolto dai fan ed è ancora ricordato calorosamente. Il Newcastle vinse la FA Cup 1954-1955; Broadis non partecipò all'incontro finale, vinto 3-1 contro Manchester City dopo un litigio con il tecnico Norman Smith.
Ivor Broadis ritornò a Carlisle nel luglio 1955, facendo l'allenatore/giocatore fino al giugno del 1959, quando andò a giocare in Scozia, per i Queen of the South F.C., ritirandosi nel 1961.

## Palmarès

### Giocatore

#### Competizioni nazionali
- Coppa d'Inghilterra: 1

Newcastle: 1954-1955

## Statistiche

### Cronologia presenze e reti in nazionale
| Cronologia completa delle presenze e delle reti in nazionale ― Inghilterra | Cronologia completa delle presenze e delle reti in nazionale ― Inghilterra | Cronologia completa delle presenze e delle reti in nazionale ― Inghilterra | Cronologia completa delle presenze e delle reti in nazionale ― Inghilterra | Cronologia completa delle presenze e delle reti in nazionale ― Inghilterra | Cronologia completa delle presenze e delle reti in nazionale ― Inghilterra | Cronologia completa delle presenze e delle reti in nazionale ― Inghilterra | Cronologia completa delle presenze e delle reti in nazionale ― Inghilterra |
| Data                                                                       | Città                                                                      | In casa                                                                    | Risultato                                                                  | Ospiti                                                                     | Competizione                                                               | Reti                                                                       | Note                                                                       |
| -------------------------------------------------------------------------- | -------------------------------------------------------------------------- | -------------------------------------------------------------------------- | -------------------------------------------------------------------------- | -------------------------------------------------------------------------- | -------------------------------------------------------------------------- | -------------------------------------------------------------------------- | -------------------------------------------------------------------------- |
| 28-11-1951                                                                 | Londra                                                                     | Inghilterra                                                                | 2 – 2                                                                      | Austria                                                                    | Amichevole                                                                 | -                                                                          |                                                                            |
| 5-4-1952                                                                   | Glasgow                                                                    | Scozia                                                                     | 1 – 2                                                                      | Inghilterra                                                                | Torneo Interbritannico                                                     | -                                                                          |                                                                            |
| 18-5-1952                                                                  | Firenze                                                                    | Italia                                                                     | 1 – 1                                                                      | Inghilterra                                                                | Amichevole                                                                 | 1                                                                          |                                                                            |
| 18-4-1953                                                                  | Londra                                                                     | Inghilterra                                                                | 2 – 2                                                                      | Scozia                                                                     | Torneo Interbritannico                                                     | 2                                                                          |                                                                            |
| 17-5-1953                                                                  | Buenos Aires                                                               | Argentina                                                                  | 0 – 0                                                                      | Inghilterra                                                                | Amichevole                                                                 | -                                                                          | [ 2 ]                                                                      |
| 24-5-1953                                                                  | Santiago del Cile                                                          | Cile                                                                       | 1 – 2                                                                      | Inghilterra                                                                | Amichevole                                                                 | -                                                                          |                                                                            |
| 31-5-1953                                                                  | Montevideo                                                                 | Uruguay                                                                    | 2 – 1                                                                      | Inghilterra                                                                | Amichevole                                                                 | -                                                                          |                                                                            |
| 8-6-1953                                                                   | New York                                                                   | Stati Uniti                                                                | 3 – 6                                                                      | Inghilterra                                                                | Amichevole                                                                 | 1                                                                          |                                                                            |
| 3-4-1954                                                                   | Glasgow                                                                    | Scozia                                                                     | 2 – 4                                                                      | Inghilterra                                                                | Qual. Mondiali 1954                                                        | 1                                                                          | [ 3 ]                                                                      |
| 16-5-1954                                                                  | Belgrado                                                                   | Jugoslavia                                                                 | 1 – 0                                                                      | Inghilterra                                                                | Amichevole                                                                 | -                                                                          |                                                                            |
| 23-5-1954                                                                  | Budapest                                                                   | Ungheria                                                                   | 7 – 1                                                                      | Inghilterra                                                                | Amichevole                                                                 | 1                                                                          |                                                                            |
| 17-6-1954                                                                  | Basilea                                                                    | Inghilterra                                                                | 4 – 4                                                                      | Belgio                                                                     | Mondiali 1954 - 1º turno                                                   | 2                                                                          |                                                                            |
| 29-6-1954                                                                  | Berna                                                                      | Inghilterra                                                                | 2 – 0                                                                      | Svizzera                                                                   | Mondiali 1954 - 1º turno                                                   | -                                                                          |                                                                            |
| 2-7-1954                                                                   | Basilea                                                                    | Uruguay                                                                    | 4 – 2                                                                      | Inghilterra                                                                | Mondiali 1954 - Quarti                                                     | -                                                                          |                                                                            |
| Totale                                                                     |                                                                            | Presenze                                                                   | 14                                                                         |                                                                            | Reti                                                                       | 8                                                                          |                                                                            |